# Turniej o Złoty Kask 1964
Turniej o Złoty Kask 1964 – rozegrany w sezonie 1964 turniej żużlowy z cyklu rozgrywek o „Złoty Kask”. Wygrał Andrzej Wyglenda, drugi był Andrzej Pogorzelski i Joachim Maj stanął na najniższym stopniu.

## Wyniki
Czołówka piątka

### I turniej
- 23 kwietnia 1964 r. (sobota), Rybnik

| Msc. | Zawodnik            | Klub              | Pkt |  |  |
| ---- | ------------------- | ----------------- | --- |  |  |
| 1    | Stanisław Tkocz     | Górnik Rybnik     | 14  |  |  |
| 2    | Andrzej Wyglenda    | Górnik Rybnik     | 13  |  |  |
| 3    | Andrzej Pogorzelski | Stal Gorzów Wlkp. | 13  |  |  |
| 4    | Marian Kaiser       | Wybrzeże Gdańsk   | 12  |  |  |
| 5    | Jan Malinowski      | Stal Rzeszów      | 12  |  |  |

### II turniej
- 28 maja 1964 r. (sobota), Gdańsk

| Msc. | Zawodnik          | Klub                 | Pkt |  |  |
| ---- | ----------------- | -------------------- | --- |  |  |
| 1    | Andrzej Wyglenda  | Górnik Rybnik        | 13  |  |  |
| 2    | Marian Kaiser     | Wybrzeże Gdańsk      | 13  |  |  |
| 3    | Zbigniew Podlecki | Wybrzeże Gdańsk      | 11  |  |  |
| 4    | Paweł Waloszek    | Śląsk Świętochłowice | 10  |  |  |
| 5    | Jan Malinowski    | Stal Rzeszów         | 9   |  |  |

### III turniej
- 2 lipca 1964 r. (sobota), Gorzów Wielkopolski

| Msc. | Zawodnik            | Klub              | Pkt |  |  |
| ---- | ------------------- | ----------------- | --- |  |  |
| 1    | Joachim Maj         | Górnik Rybnik     | 14  |  |  |
| 2    | Edmund Migoś        | Stal Gorzów Wlkp. | 14  |  |  |
| 3    | Andrzej Pogorzelski | Stal Gorzów Wlkp. | 12  |  |  |
| 4    | Andrzej Wyglenda    | Górnik Rybnik     | 11  |  |  |
| 5    | Marian Rose         | Stal Toruń        | 11  |  |  |

### IV turniej
- 9 lipca 1964 r. (sobota), Rzeszów

| Msc. | Zawodnik            | Klub              | Pkt |  |  |
| ---- | ------------------- | ----------------- | --- |  |  |
| 1    | Stefan Kępa         | Stal Rzeszów      | 13  |  |  |
| 2    | Andrzej Pogorzelski | Stal Gorzów Wlkp. | 13  |  |  |
| 3    | Florian Kapała      | Stal Rzeszów      | 12  |  |  |
| 4    | Andrzej Wyglenda    | Górnik Rybnik     | 11  |  |  |
| 5    | Jan Malinowski      | Stal Rzeszów      | 9   |  |  |

### V turniej
- 16 lipca 1964 r. (sobota), Świętochłowice

| Msc. | Zawodnik            | Klub                 | Pkt |  |  |
| ---- | ------------------- | -------------------- | --- |  |  |
| 1    | Paweł Waloszek      | Śląsk Świętochłowice | 15  |  |  |
| 2    | Andrzej Wyglenda    | Górnik Rybnik        | 14  |  |  |
| 3    | Joachim Maj         | Górnik Rybnik        | 12  |  |  |
| 4    | Andrzej Pogorzelski | Stal Gorzów Wlkp.    | 11  |  |  |
| 5    | Jan Malinowski      | Stal Rzeszów         | 10  |  |  |

### VI turniej
- 27 sierpnia 1964 r. (sobota), Bydgoszcz

| Msc. | Zawodnik            | Klub              | Pkt |  |  |
| ---- | ------------------- | ----------------- | --- |  |  |
| 1    | Andrzej Wyglenda    | Górnik Rybnik     | 14  |  |  |
| 2    | Andrzej Pogorzelski | Stal Gorzów Wlkp. | 12  |  |  |
| 3    | Edward Kupczyński   | Polonia Bydgoszcz | 11  |  |  |
| 4    | Zbigniew Podlecki   | Wybrzeże Gdańsk   | 11  |  |  |
| 5    | Marian Kaiser       | Wybrzeże Gdańsk   | 11  |  |  |

### VII turniej
- 3 września 1964 r. (sobota), Wrocław

| Msc. | Zawodnik            | Klub              | Pkt |  |  |
| ---- | ------------------- | ----------------- | --- |  |  |
| 1    | Andrzej Pogorzelski | Stal Gorzów Wlkp. | 13  |  |  |
| 2    | Zbigniew Podlecki   | Wybrzeże Gdańsk   | 12  |  |  |
| 3    | Adolf Słaboń        | Sparta Wrocław    | 12  |  |  |
| 4    | Marian Rose         | Stal Toruń        | 10  |  |  |
| 5    | Stanisław Tkocz     | Górnik Rybnik     | 10  |  |  |

## Klasyfikacja końcowa
Uwaga!: Odliczono dwa najgorsze wyniki.
| Poz | Zawodnik            | Klub                  | RYB | GDA | GOR | RZE | ŚWI | BDG | WRO | Punkty |
| --- | ------------------- | --------------------- | --- | --- | --- | --- | --- | --- | --- | ------ |
| 1   | Andrzej Wyglenda    | Górnik Rybnik         | 13  | 13  | 11  | 11  | 14  | 14  | 10  | 65     |
| 2   | Andrzej Pogorzelski | Stal Gorzów Wlkp.     | 13  | 8   | 12  | 13  | 11  | 12  | 13  | 63     |
| 3   | Joachim Maj         | Górnik Rybnik         | 11  | 9   | 14  | 8   | 12  | 11  | 7   | 57     |
| 4   | Marian Kaiser       | Wybrzeże Gdańsk       | 12  | 13  | 6   | –   | 8   | 11  | 9   | 53     |
| 5   | Paweł Waloszek      | Śląsk Świętochłowice  | 3   | 10  | 9   | 8   | 15  | 2   | 6   | 48     |
| 6   | Stanisław Tkocz     | Górnik Rybnik         | 14  | 2   | 5   | 9   | 9   | 3   | 10  | 47     |
| 7   | Zbigniew Podlecki   | Wybrzeże Gdańsk       | 9   | 11  | 0   | –   | 0   | 11  | 12  | 43     |
| 8   | Kazimierz Bentke    | Unia Leszno           | 2   | 7   | 8   | –   | 9   | 5   | 5   | 34     |
| 9   | Jerzy Trzeszkowski  | Sparta Wrocław        | –   | 5   | 6   | 3   | 6   | 7   | 5   | 29     |
| 10  | Stanisław Rurarz    | Włókniarz Częstochowa | 5   | 6   | –   | 3   | 3   | –   | 5   | 22     |
| 11  | Mieczysław Połukard | Polonia Bydgoszcz     | 1   | 3   | –   | –   | 2   | 4   | 2   | 12     |

| Kolor    | Wynik      |
| -------- | ---------- |
| Złoty    | Zwycięzca  |
| Srebrny  | 2. miejsce |
| Brązowy  | 3. miejsce |
| Limanowy | 4. miejsce |
| cyjan    | 5. miejsce |